# Spoorlijn Bremerhaven-Wulsdorf - Buchholz
De spoorlijn Bremerhaven-Wulsdorf - Buchholz is een Duitse spoorlijn in Bremen en Nedersaksen en is als spoorlijn 1300 onder beheer van Eisenbahnen und Verkehrsbetriebe Elbe-Weser GmbH (EVB).

## Geschiedenis
Het traject tussen Bremerhaven en Bremervörde werd in 1899 door de Preußische Staatseisenbahnen geopend, Het gedeelte tussen Bremervörde en Buchholz volgde in 1902. In 1968 werd het gedeelte tussen Hollenstedt en Buchholz gesloten aangezien er een nieuw viaduct nodig was om de geëlektrificeerde lijn Wanne-Eickel - Hamburg te kruisen. Goederenvervoer van Beckdorf tot Hollenstedt heeft nog plaatsgevonden tot 1980, van Harsefeld tot Beckdorf tot 1991. Hierna werden ook deze gedeeltes gesloten en opgebroken.

## Treindiensten
De Deutsche Bahn verzorgde tot 1991 het personenvervoer op dit traject. De Eisenbahnen und Verkehrsbetriebe Elbe-Weser GmbH (EVB) verzorgt vanaf december 1993 het personenvervoer op dit traject met RB treinen. De aanbesteding van dit traject werd opnieuw aan de EVB gegund vanaf 11 december 2011 voor een periode van 10 jaar. De treindienst wordt uitgevoerd met treinstellen van het type LINT 41 die van de Landesnahverkehrsgesellschaft Niedersachsen (LNVG) gehuurd worden.
| Serie | Treinsoort         | Route                                                                   | Bijzonderheden |
| ----- | ------------------ | ----------------------------------------------------------------------- | -------------- |
| RB 33 | Regionalbahn (EVB) | Buxtehude – Bremervörde – Bremerhaven Hbf – Bremerhaven-Lehe – Cuxhaven |                |

## Aansluitingen
In de volgende plaatsen is of was er een aansluiting op de volgende spoorlijnen:
Bremerhaven-Wulsdorf
DB 1304, spoorlijn tussen Bremerhaven-Wulsdorf en Bremerhaven-Geestemünde
DB 1740, spoorlijn tussen Wunstorf en Bremerhaven
Bremervörde
DB 1304, spoorlijn tussen Bremervörde en Bremervörde Hafen
DB 1711, spoorlijn tussen Hannover en Bremervörde
DB 9132, spoorlijn tussen Bremervörde en Bremen via Osterholz-Scharmbeck
Hesedorf
DB 1260, spoorlijn tussen Hesedorf en Stade
Harsefeld
DB 9128, spoorlijn tussen Buxtehude en Harsefeld
Buchholz
DB 1280, spoorlijn tussen Buchholz (Nordheide) en aansluiting Allermöhe
DB 1283, middelste spoor tussen Rotenburg en Buchholz
DB 1712, spoorlijn tussen Walsrode en Buchholz
DB 2200, spoorlijn tussen Wanne-Eickel en Hamburg

## Galerij

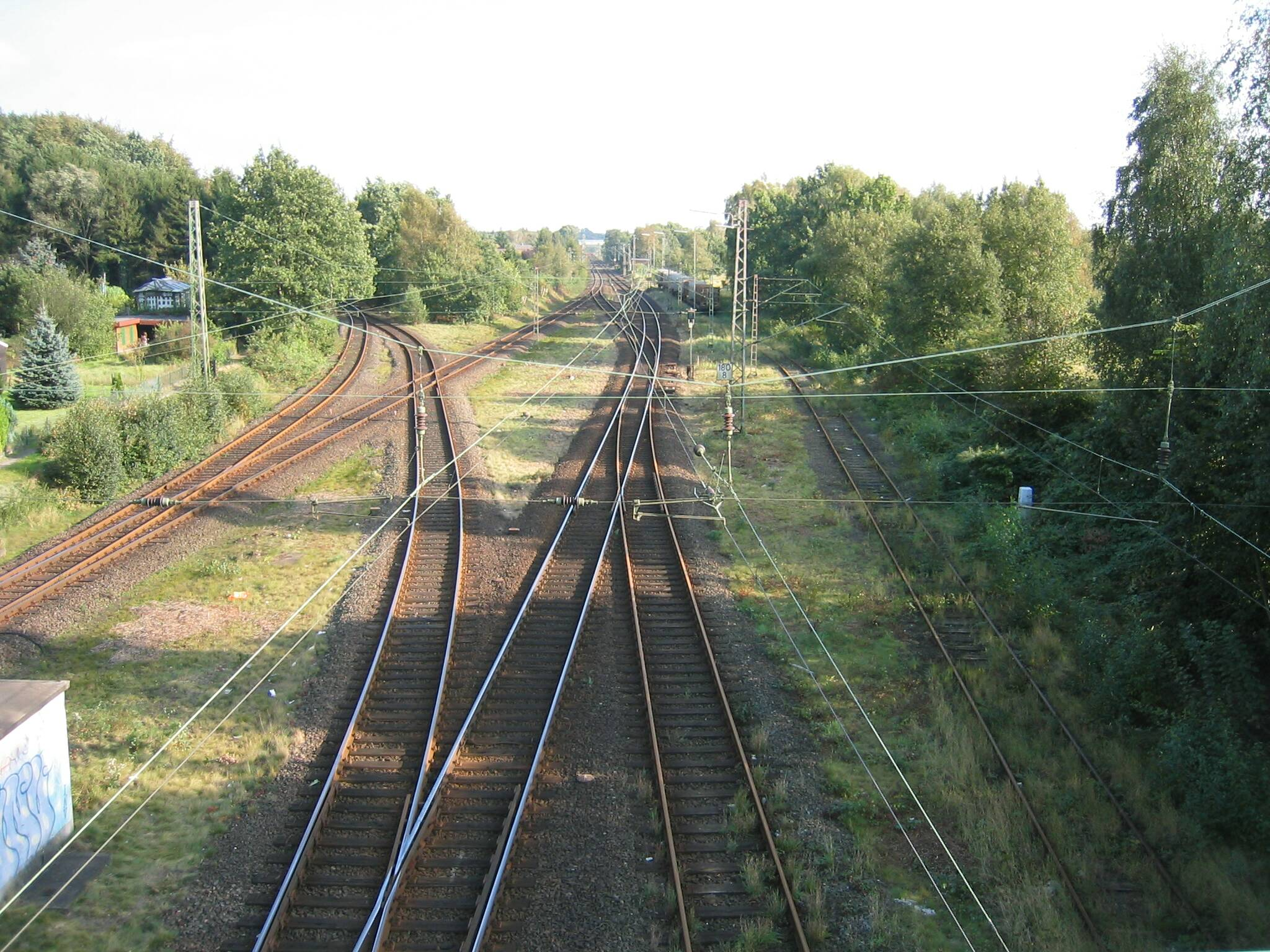
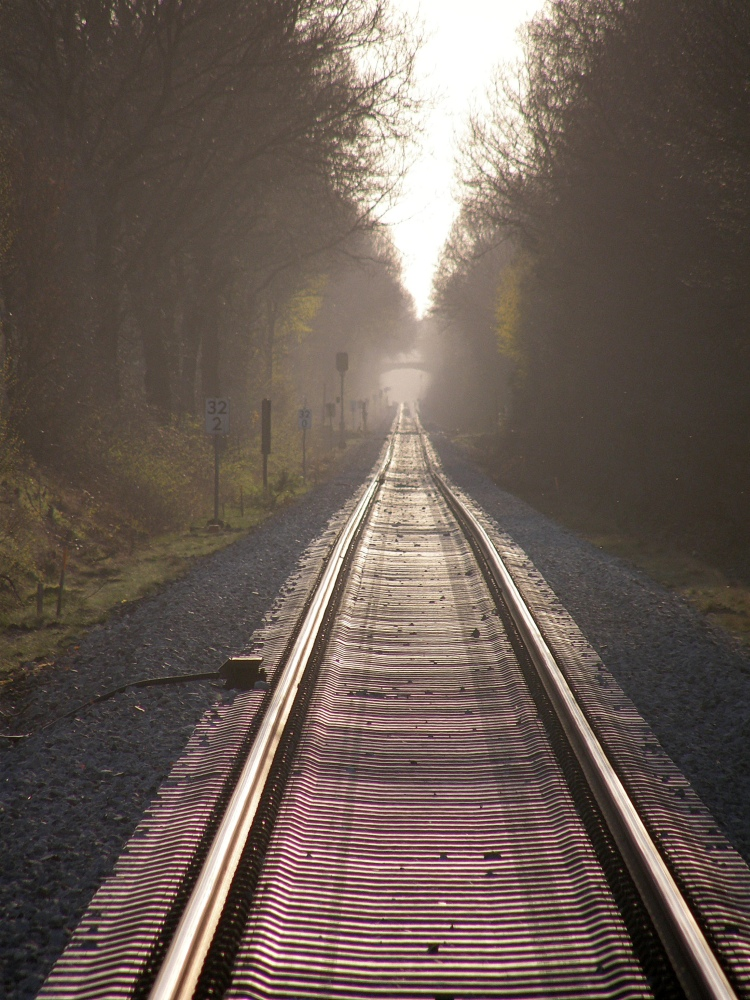
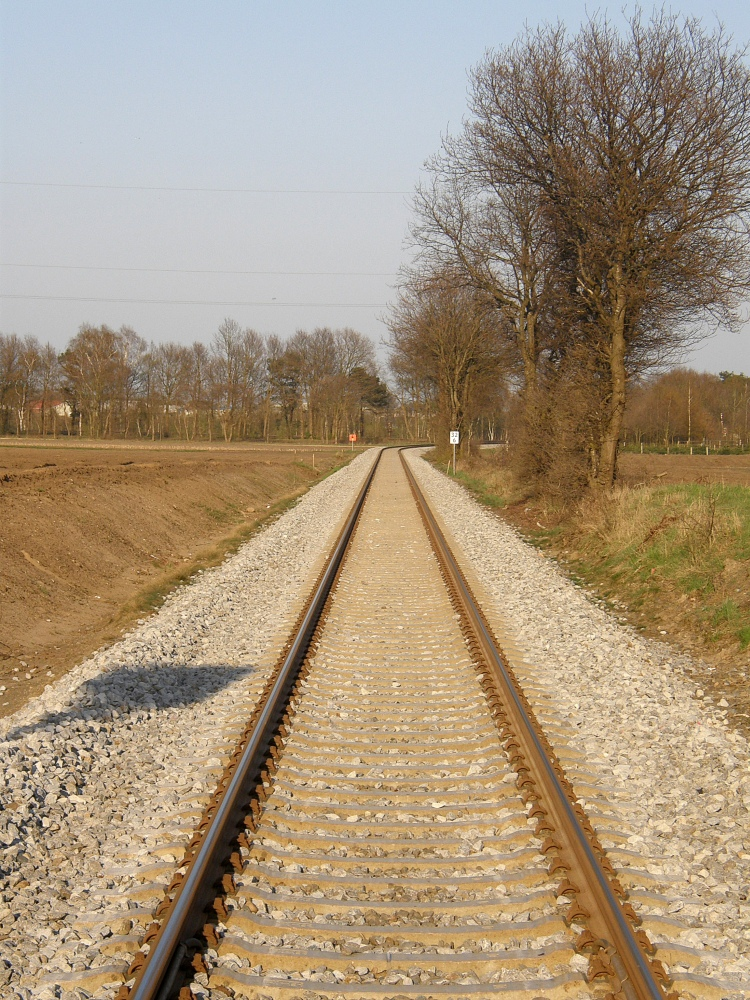
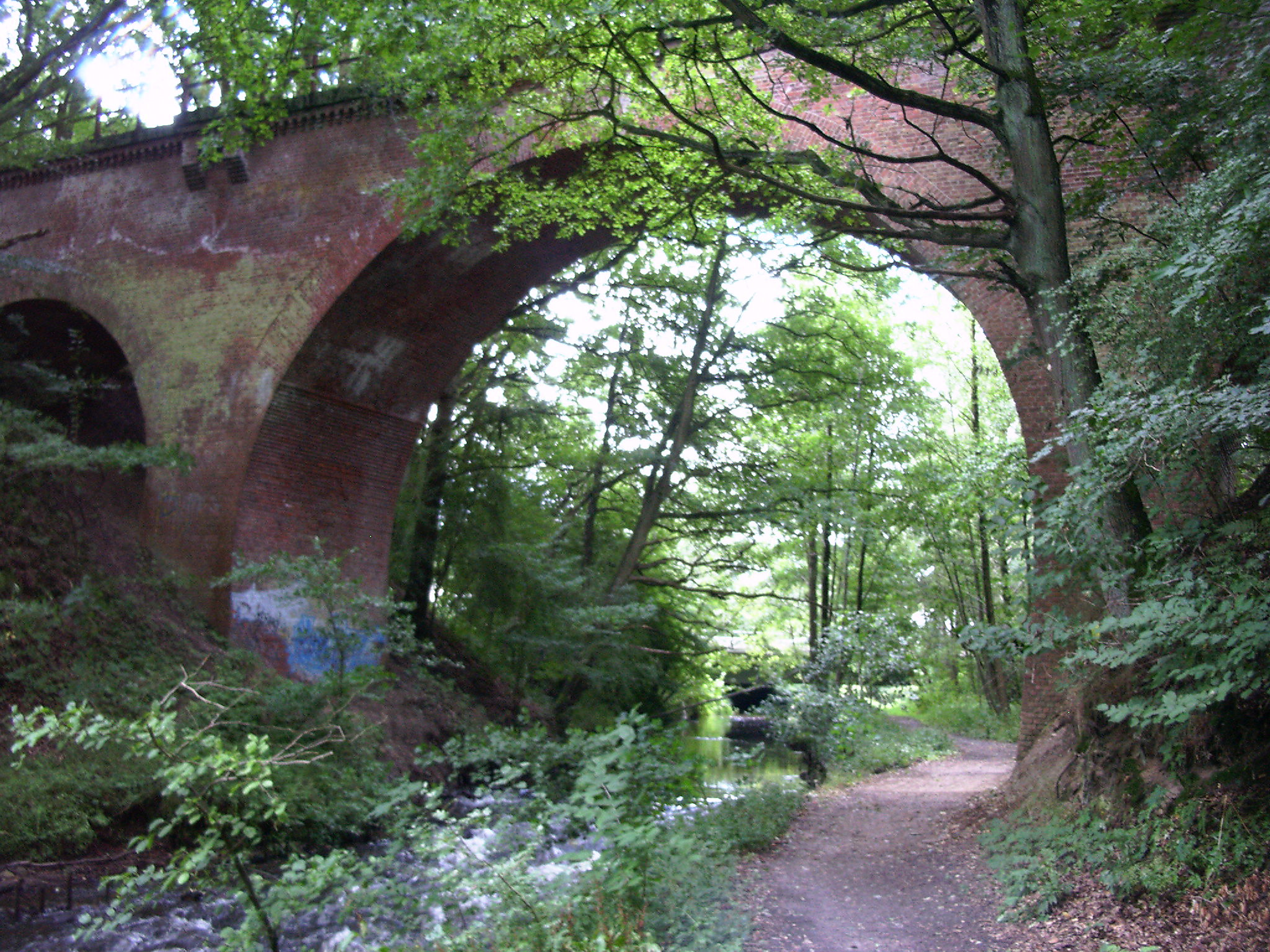